# La Revolucion World Tour
La Revolución World Tour fue la cuarta gira mundial del dúo de reguetón Wisin & Yandel para promocionar su sexto álbum de estudio La revolución. 
Consistía en tres etapas que incluían 16 espectáculos en los Estados Unidos, la gira de estadios más grande del dúo en ese momento. La gira estaba planeada para finalizar el 6 de diciembre de 2009 en San Juan, Puerto Rico, sin embargo, la gira se amplió hasta 2010 debido a la alta demanda, incluida una segunda etapa en estadios en los Estados Unidos. 
Durante la parada en Argentina y Puerto Rico, los conciertos se grabaron y luego se lanzaron como La Revolución: Live. Actuando en grandes y grandes lugares de América Latina, fue la gira más extensa y exitosa del dúo.

## Descripción general

### Escenario y diseño
El dúo afirmó que el escenario en Puerto Rico costó alrededor de US$100.000."La idea detrás del tema era que esto era una revolución en la música", dijo el diseñador de iluminación/escenografía/video Todd Roberts de Visions Lighting LLC (Placenta, California), quien trabajó con el diseñador de iluminación/programador personal de Wisin y Yandel, David Ayala, el director de video Alfredo Cifredo y el gerente de producción Eggie Allende para diseñar y crear el escenario. "Querían que el aspecto del escenario fuera realmente industrial. Usamos muchas cadenas de gran tamaño y muchos metales". En cuanto a la iluminación, "querían que pareciera lo más grande posible", dijo Roberts, "con un presupuesto pequeño".
En el Luna Park de Buenos Aires, el escenario era de 360 grados. Era la primera vez en 27 años que un artista utilizaba un escenario de este tipo. El último artista que se presentó en el lugar fue Frank Sinatra. Por este motivo, el concierto se denominó "La Revolución en 360".

### Recepción crítica
Sarah Godfrey del Washington Post asistió al concierto en Washington D. C. en el Patriot Center y dio una crítica positiva afirmando que "la actuación en sí fue principalmente la afirmación de la pareja de su propio estrellato".

### Recepción y asistencia comercial
Tras el anuncio de la primera etapa en los Estados Unidos, más del 60% de las entradas se vendieron en las primeras semanas. Los precios de las entradas oscilaron entre $ 45 y $ 95. The concerts at New York, Los Angeles, Miami, San Francisco and Washington, D.C. were reported sold out. Debido a la gran demanda de los fanáticos, se anunció una segunda etapa, incluido el primer concierto en Canadá, que se agotó. En México, la gira fue un éxito de taquilla y en la Ciudad de México se agregó una segunda fecha en el Palacio de los Deportes debido a la gran demanda. En Medellín, Colombia, los medios locales informaron una asistencia de alrededor de 12.000 fanáticos. En Medellín, Argentina, fueron alrededor de 10.000 y 12.000 en Tucumán. Más de 50.000 fanáticos se presentaron al cierre. Durante la tercera etapa en Latinoamérica, se vendieron más de 100.000 entradas entre Paraguay y Argentina. El concierto en Pereira, Colombia vendió más de 16.000 entradas. Wisin & Yandel fueron elegidos para ser el último y principal acto del tercer y último día del Festival Presidente 2010 en Santo Domingo.

## Fechas de la gira
| Fecha                    | Ciudad                   | País                     | Lugar                                              |
| Concierto Previo al Tour | Concierto Previo al Tour | Concierto Previo al Tour | Concierto Previo al Tour                           |
| ------------------------ | ------------------------ | ------------------------ | -------------------------------------------------- |
| 4 de julio de 2009       | Boquerón                 | Puerto Rico              | Por confirmar                                      |
| 18 de julio de 2009      | Los Ángeles              | Estados Unidos           | Staples Center                                     |
| Latinoamérica            |                          |                          |                                                    |
| 30 de julio de 2009      | Ciudad de Guatemala      | Guatemala                | Expocenter del Gran Tikal Futura                   |
| 1 de agosto de 2009      | San Salvador             | El Salvador              | Gimnasio Nacional Adolfo Pineda                    |
| 2 de agosto de 2009      | Ciudad de México         | México                   | Monumento a la Independencia                       |
| 6 de agosto de 2009      | San Luis Potosí          | México                   | Centro de Convenciones de SLP                      |
| 7 de agosto de 2009      | Aguacalientes            | México                   | Plaza de Toros Monumental de Aguascalientes        |
| 8 de agosto de 2009      | Ciudad de México         | México                   | Palacio de los Deportes                            |
| 9 de agosto de 2009      | Ciudad de México         | México                   | Palacio de los Deportes                            |
| 13 de agosto de 2009     | Guadalajara              | México                   | Alternative Forum                                  |
| 14 de agosto de 2009     | Puebla                   | México                   | Auditorio Siglo XXI                                |
| 29 de agosto de 2009     | Asunción                 | Paraguay                 | Estadio Osvaldo Domínguez Dibb                     |
| 1 de septiembre de 2009  | Córdoba                  | Argentina                | Orfeo Superdomo                                    |
| 2 de septiembre de 2009  | Buenos Aires             | Argentina                | Luna Park                                          |
| 3 de septiembre de 2009  | Buenos Aires             | Argentina                | Luna Park                                          |
| 4 de septiembre de 2009  | Rosario                  | Argentina                | Hipódromo de Rosario                               |
| 6 de septiembre de 2009  | Santiago                 | Chile                    | Movistar Arena                                     |
| Norteamérica             |                          |                          |                                                    |
| 17 de septiembre de 2009 | Miami                    | Estados Unidos           | American Airlines Arena                            |
| 19 de septiembre de 2009 | Atlanta                  | Estados Unidos           | Gas South Arena                                    |
| 20 de septiembre de 2009 | Orlando                  | Estados Unidos           | Amway Center                                       |
| 24 de septiembre de 2009 | Chicago                  | Estados Unidos           | Allstate Arena                                     |
| 1 de octubre de 2009     | Washington, D.C          | Estados Unidos           | Patriot Center                                     |
| 2 de octubre de 2009     | Nueva York               | Estados Unidos           | Madison Square Garden                              |
| 8 de octubre de 2009     | San Francisco            | Estados Unidos           | The Warfield                                       |
| 9 de octubre de 2009     | San Francisco            | Estados Unidos           | The Warfield                                       |
| 10 de octubre de 2009    | Los Ángeles              | Estados Unidos           | Staples Center                                     |
| 16 de octubre de 2009    | Phoenix                  | Estados Unidos           | Jobing.com Arena                                   |
| 17 de octubre de 2009    | San Diego                | Estados Unidos           | Pechanga Arena                                     |
| 18 de octubre de 2009    | Las Vegas                | Estados Unidos           | Orleans Arena                                      |
| 22 de octubre de 2009    | Houston                  | Estados Unidos           | Escapade 2001                                      |
| 23 de octubre de 2009    | McAllen                  | Estados Unidos           | Dodge Arena                                        |
| 24 de octubre de 2009    | Dallas                   | Estados Unidos           | Nokia Theatre                                      |
| 25 de octubre de 2009    | Laredo                   | Estados Unidos           | Sames Auto Arena                                   |
| Latinoamérica II         |                          |                          |                                                    |
| 30 de octubre de 2009    | Barquisimeto             | Venezuela                | Estadio Metropolitano de Lara                      |
| 20 de noviembre de 2009  | Guayaquil                | Ecuador                  | Estadio Alberto Spencer                            |
| 21 de noviembre de 2009  | Ambato                   | Ecuador                  | Estadio Bellavista                                 |
| 4 de diciembre de 2009   | San Juan                 | Puerto Rico              | Coliseo de Puerto Rico                             |
| 5 de diciembre de 2009   | San Juan                 | Puerto Rico              | Coliseo de Puerto Rico                             |
| 6 de diciembre de 2009   | San Juan                 | Puerto Rico              | Coliseo de Puerto Rico                             |
| 7 de diciembre de 2009   | San Juan                 | Puerto Rico              | Coliseo de Puerto Rico                             |
| 11 de diciembre de 2009  | Tijuana                  | México                   | Estadio Caliente                                   |
| 13 de diciembre de 2009  | Cancún                   | México                   | Estadio Beto Ávila                                 |
| 20 de enero de 2010      | Monterrey                | México                   | Arena Monterrey                                    |
| 21 de enero de 2010      | Pachuca de Soto          | México                   | Polideportivo De La UAEH                           |
| 22 de enero de 2010      | Villahermosa             | México                   | Parque Tabasco                                     |
| 23 de enero de 2010      | Mérida                   | México                   | Estadio Carlos Iturralde Rivero                    |
| 30 de enero de 2010      | Caracas                  | Venezuela                | Estacionamiento del Poliedro de Caracas            |
| 7 de febrero de 2010     | Coamo                    | Puerto Rico              | Por confirmar                                      |
| 16 de febrero de 2010    | Puerto Cabello           | Venezuela                | Aeropuerto General Bartolomé Salom                 |
| 4 de marzo de 2010       | Valencia                 | Forum de Valencia        |                                                    |
| 18 de marzo de 2010      | Medellín                 | Colombia                 | Centro de Espectáculos La Macarena                 |
| 19 de marzo de 2010      | Pereira                  | Colombia                 | Estadio Hernán Ramírez Villegas                    |
| 20 de marzo de 2010      | Cali                     | Colombia                 | Estadio Olímpico Pascual Guerrero                  |
| 21 de marzo de 2010      | Tuluá                    | Colombia                 | Estadio Doce de Octubre                            |
| 26 de marzo de 2010      | Bogotá                   | Colombia                 | Carmel Club                                        |
| 27 de marzo de 2010      | Montería                 | Colombia                 | Estadio de Montería                                |
| 14 de mayo de 2010       | Asunción                 | Paraguay                 | Jockey Club                                        |
| 15 de mayo de 2010       | Córdoba                  | Argentina                | Orfeo Superdomo                                    |
| 16 de mayo de 2010       | Mendoza                  | Argentina                | Estadio Ingelmo Nicolás Blázquez                   |
| 19 de mayo de 2010       | Provincia del Neuquén    | Argentina                | Casino Magic                                       |
| 22 de mayo de 2010       | Buenos Aires             | Argentina                | Estadio Diego Armando Maradona                     |
| 23 de mayo de 2010       | Corrientes               | Argentina                | Anfiteatro Cocomarola                              |
| 25 de mayo de 2010       | Provincia de Tucumán     | Argentina                | Estadio Monumental José Fierro                     |
| Norteamérica III         |                          |                          |                                                    |
| 22 de julio de 2010      | El Paso                  | Estados Unidos           | El Paso County Coliseum                            |
| 23 de julio de 2010      | Austin                   | Estados Unidos           | Frank Erwin Center                                 |
| 24 de julio de 2010      | New Orleans              | Estados Unidos           | UNO Lakefront Arena                                |
| 25 de julio de 2010      | Tampa                    | Estados Unidos           | Amalie Arena                                       |
| 30 de julio de 2010      | Atlantic City            | Estados Unidos           | Trump Taj Mahal                                    |
| 31 de julio de 2010      | Hartford                 | Estados Unidos           | XL Center                                          |
| 1 de agosto de 2010      | Charlotte                | Estados Unidos           | Bojangles Coliseum                                 |
| 4 de agosto de 2010      | Toronto                  | Canadá                   | Powerade Centre                                    |
| 6 de agosto de 2010      | Minneapolis              | Estados Unidos           | Target Center                                      |
| 7 de agosto de 2010      | Hammond                  | Estados Unidos           | Horseshoe Hammond Casino                           |
| 8 de agosto de 2010      | Kansas City              | Estados Unidos           | T-Mobile Center                                    |
| 11 de agosto de 2010     | Denver                   | Estados Unidos           | Wells Fargo Theatre                                |
| 13 de agosto de 2010     | Sacramento               | Estados Unidos           | Sleep Train Arena                                  |
| 14 de agosto de 2010     | Anaheim                  | Estados Unidos           | Honda Center                                       |
| Latinoamérica IV         |                          |                          |                                                    |
| 29 de agosto de 2010     | Santo Domingo            | República Dominicana     | Estadio Olímpico Félix Sánchez                     |
| 25 de septiembre de 2010 | San Juan                 | Puerto Rico              | Coliseo de Puerto Rico                             |
| 10 de octubre de 2010    | Comodoro                 | Argentina                | Estadio Municipal de Comodoro Rivadavia            |
| 11 de octubre de 2010    | Salta                    | Argentina                | Estadio Padre Ernesto Martearena                   |
| 23 de octubre de 2010    | Ciudad de México         | México                   | Palacio de los Deportes                            |
| 9 de noviembre de 2010   | Las Vegas                | Estados Unidos           | Aria Resort & Casino                               |
| 1 de diciembre de 2010   | Tampico                  | México                   | Centro de Convenciones y Exposiciones Expo Tampico |
| 2 de diciembre de 2010   | Monterrey                | México                   | Arena Monterrey                                    |

### Datos de taquilla
| Fecha  | Ciudad      | País           | Asistencia             | Taquilla   |
| ------ | ----------- | -------------- | ---------------------- | ---------- |
| &nsbp; | Los Ángeles | Estados Unidos | 11 987 / 11 987 (100%) | $636 609   |
| &nsbp; | San Juan    | Puerto Rico    | 50 033 / 52 168 (96%)  | $2 778 573 |
| Total  | Total       | Total          | 62 020 / 64 155 (97%)  | $4 145 155 |

### Asistencia
| Ciudad            | País                 | Asistencia |
| ----------------- | -------------------- | ---------- |
| Mérida            | México               | 22 500     |
| Tijuana           | México               | 15 000     |
| Ciudad de México  | México               | 40 000     |
| Tampico           | México               | 5000       |
| Guayaquil         | Ecuador              | 7000       |
| Asunción          | Paraguay             | 25 000     |
| Tucumán           | Argentina            | 12 000     |
| Salta             | Argentina            | 10 000     |
| Mendoza           | Argentina            | 10 000     |
| Santiago de Chile | Chile                | 10 000     |
| Pereira           | Colombia             | 16 000     |
| Medellín          | Colombia             | 12 000     |
| Puerto Cabello    | Venezuela            | 60 000     |
| Santo Domingo     | República Dominicana | 50 000     |
| San Juan          | Puerto Rico          | 50 000     |
| Boquerón          | Puerto Rico          | 50 000     |
| Total             | Total                | 364 500    |

## Conciertos cancelados
Lista de conciertos cancelados, indicando fecha, ciudad, país, lugar y motivo de la cancelación

| Fecha                   | Ciudad            | País      | Evento                                    | Razón               |
| ----------------------- | ----------------- | --------- | ----------------------------------------- | ------------------- |
| 27 de julio de 2009     | Nuevo Laredo      | México    | Plaza de Toros Lauro Luis Longoria        | Conflicto logístico |
| 12 de diciembre de 2009 | Pahuca            | México    | Polifórum Carlos Martínez Balmori         | Desconocido         |
| 26 de febrero de 2010   | Puerto La Cruz    | Venezuela | Estadio José Antonio Anzoátegui           | Desconocido         |
| 27 de febrero de 2010   | Maturin           | Venezuela | Estadio Monumental de Maturin             | Desconocido         |
| 28 de febrero de 2010   | Puerto Ordaz      | Venezuela | Centro Italo Venezolano                   | Desconocido         |
| 5 de marzo de 2010      | Mérida            | Venezuela | Estadio Metropolitano de Mérida           | Desconocido         |
| 6 de marzo de 2010      | San Cristobal     | Venezuela | Plaza Monumental de Toros de Pueblo Nuevo | Desconocido         |
| 7 de marzo de 2010      | Maracaibo         | Venezuela | Estacionamiento de VIP Sambil Maracaibo   | Desconocido         |
| 8 de octubre de 2010    | Coquimbo          | Chile     | Estadio Francisco Sánchez Rumoroso        | Desconocido         |
| 9 de octubre de 2010    | Santiago de Chile | Chile     | Estadio Bicentenario de La Florida        | Desconocido         |